# Шулятицький Тарас Йосипович
Тарас Йосипович Шулятицький (нар. 22 травня 1945, Станіслав, УРСР — пом. 24 грудня 2000, Львів, Україна) — радянський футболіст, півзахисник.